# Mungbohne

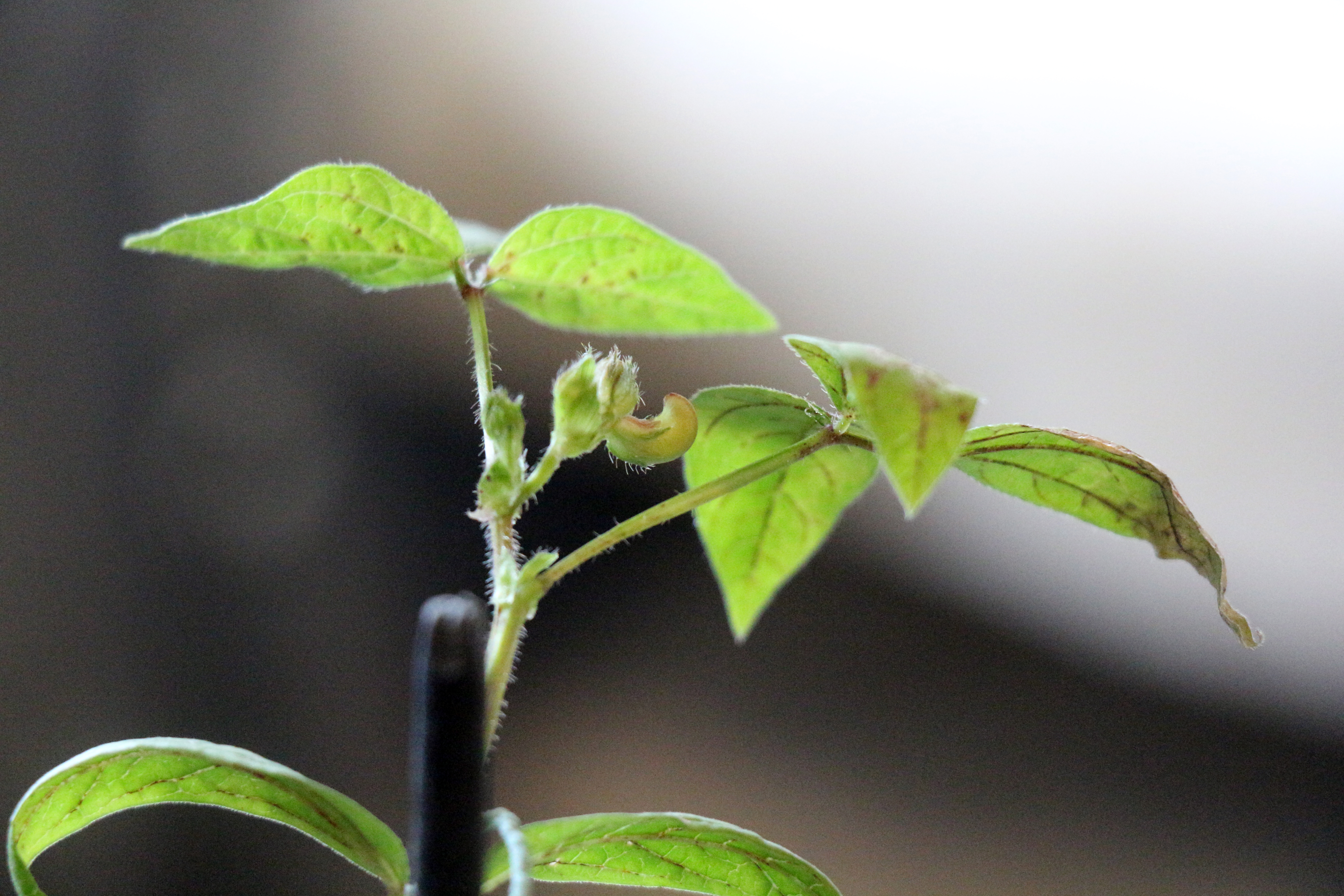
Vigna radiata Pflanze mit Knospen

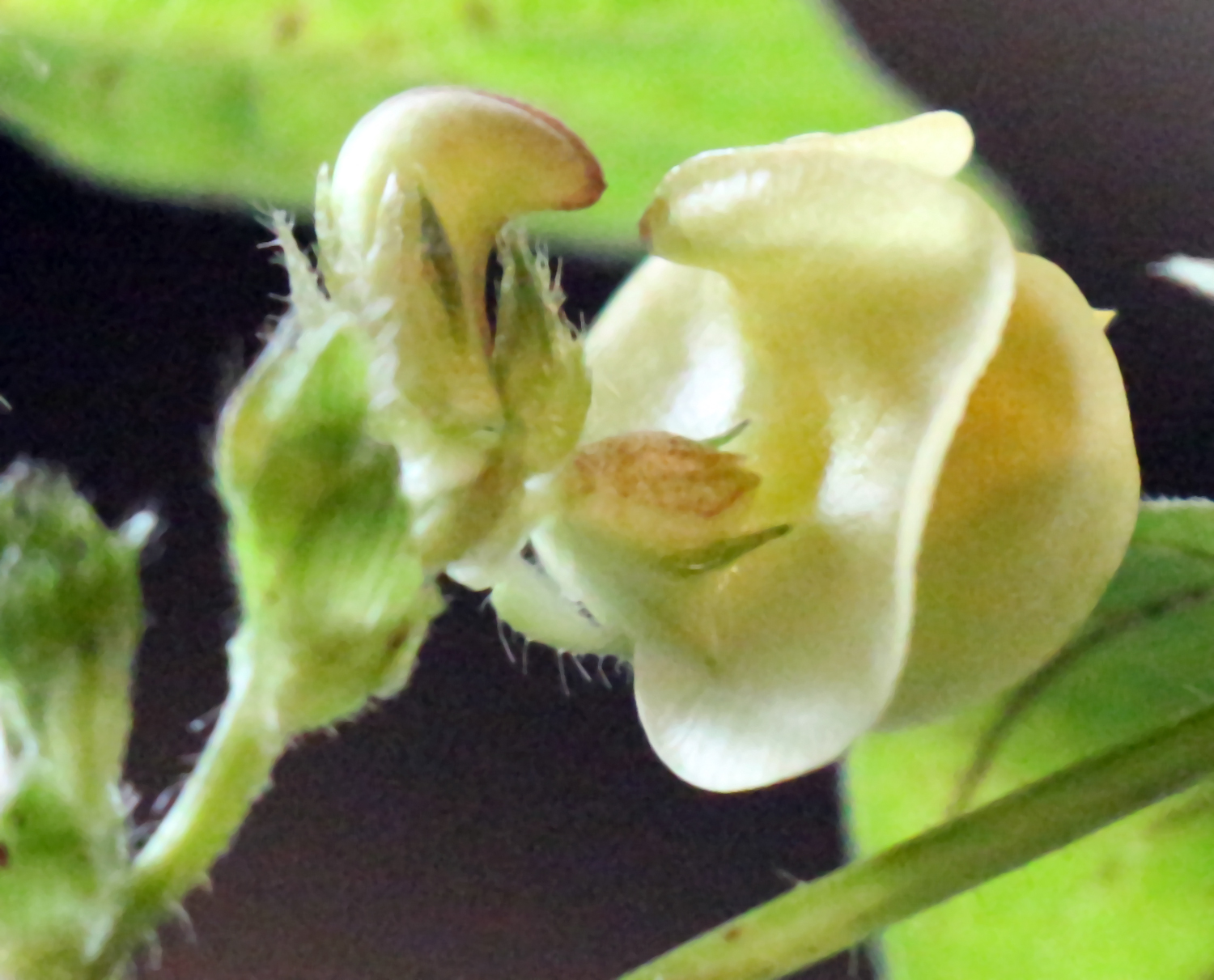
Vigna radiata Blüte

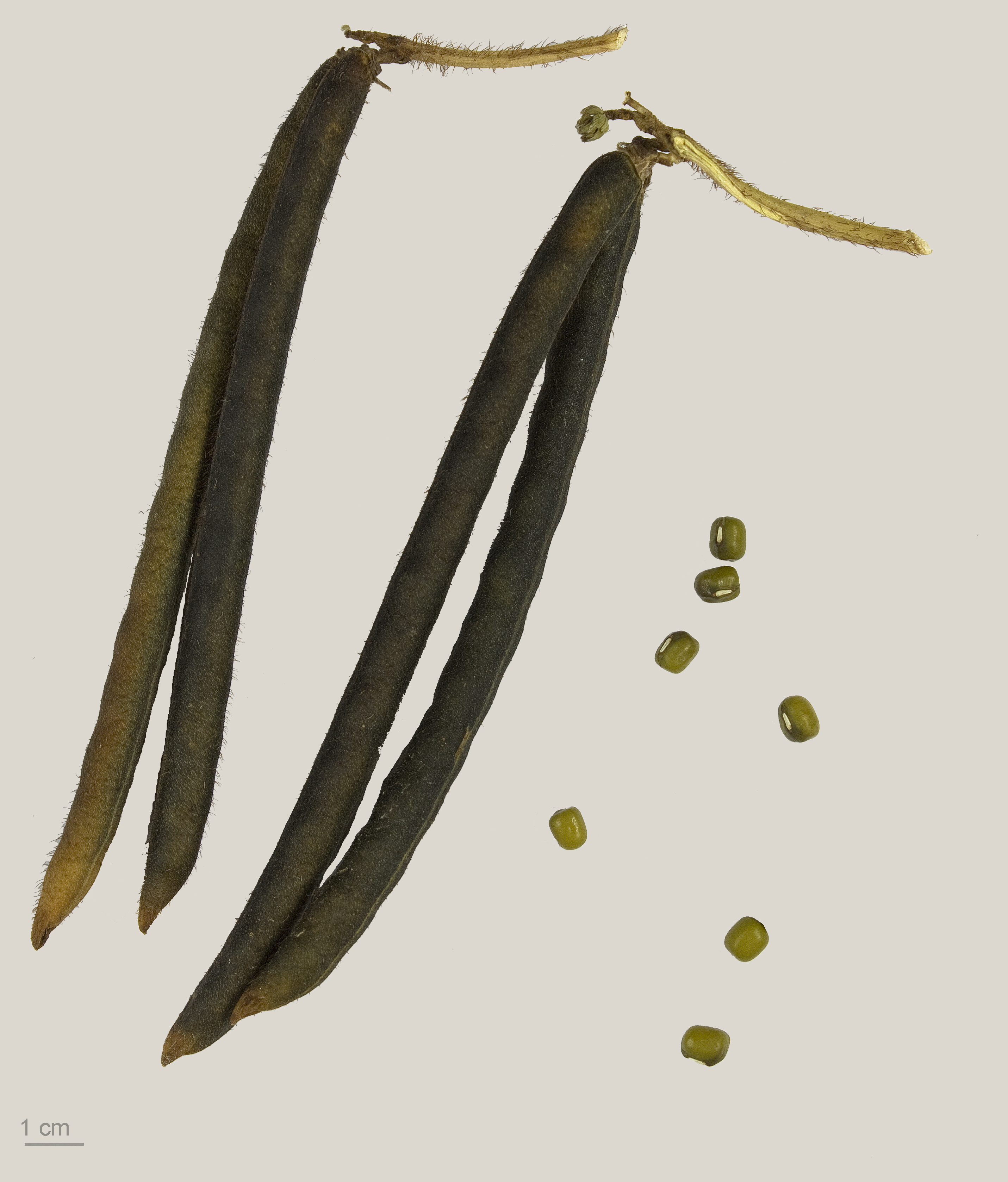
Vigna radiata, reife Hülsen und Samen

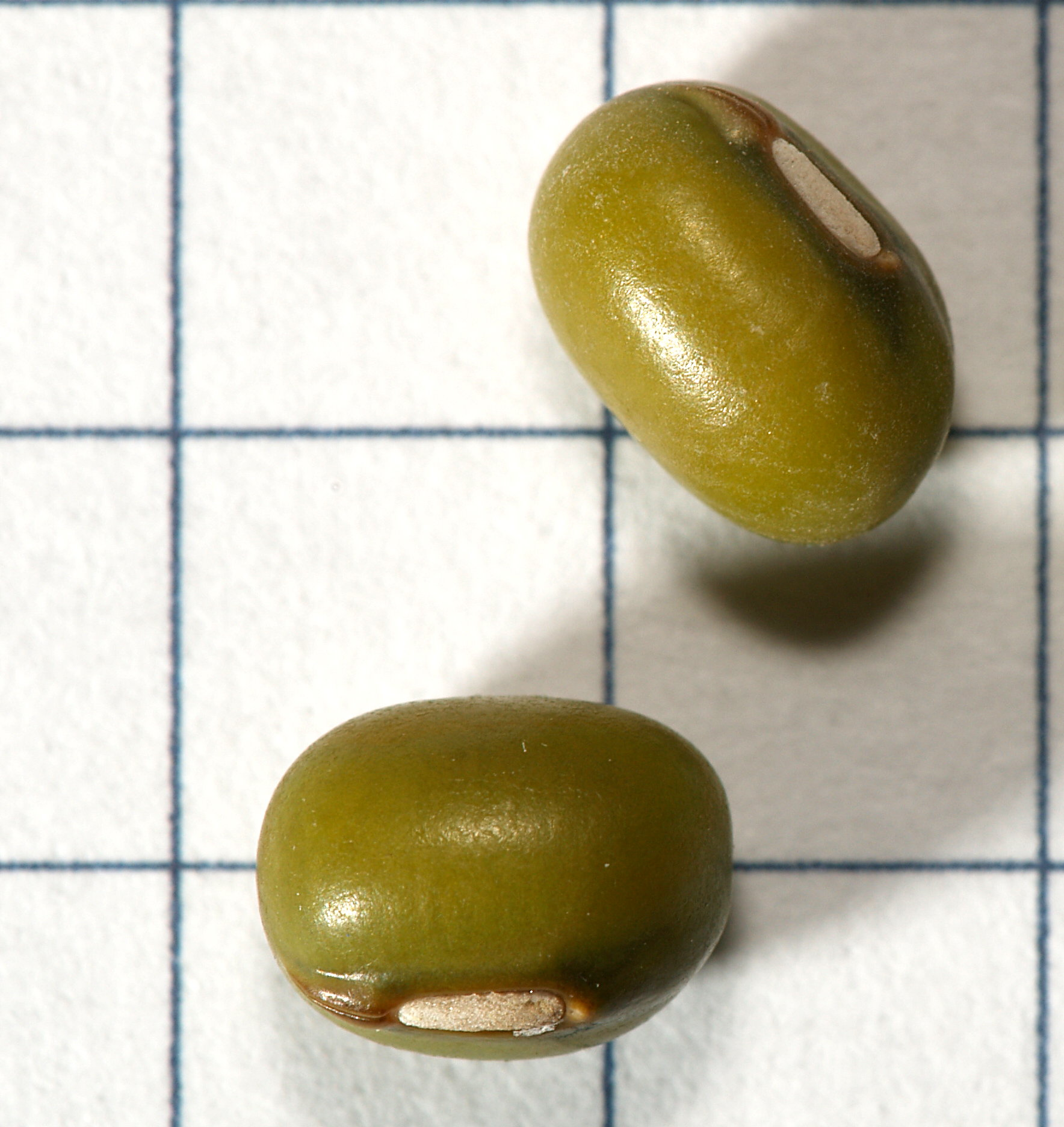
Der Nabelfleck auf den Samen ist deutlich erkennbar.

Die Mungbohne (Vigna radiata), auch Mungobohne, Jerusalembohne oder Lunjabohne genannt und auch als Mung Dal oder Mung Daal bekannt, ist eine Pflanzenart aus der Unterfamilie der Schmetterlingsblütler (Faboideae) innerhalb der Familie der Hülsenfrüchtler (Fabaceae oder Leguminosae). Im deutschsprachigen Raum werden die Keimlinge der Mungbohne, die Mungbohnensprossen, fälschlicherweise oft als Sojasprossen bezeichnet.
Diese Nutzpflanze ist nahe verwandt mit einer Reihe anderer „Bohnen“ genannter Feldfrüchte, insbesondere mit der Urdbohne (Vigna mungo). Die Mungbohne wird seit einigen tausend Jahren in Indien angebaut und ist heute in ganz Südostasien verbreitet.

## Beschreibung
Die Mungbohne ist eine einjährige krautige Pflanze. Sie wächst meist aufrecht, meist stark verzweigt und erreicht Wuchshöhen von 30 bis zu 150 cm; es gibt auch windende und halb kriechende Sorten. Die Stängel sind stark behaart mit braunen, steifen, ausgebreiteten Haaren (Trichome). Die wechselständigen Laubblätter besitzen meist 5 bis 21 mm lange Stiele und dreiteilige Blattspreiten. Die 3 bis 6 mm lang gestielten, meist breit-ovalen, einfachen oder zwei- bis dreilappigen Teilblätter sind 5 bis 16 cm lang, 3 bis 12 cm breit und besitzen eine deutliche Blattspitze. Die Teilblätter können unbehaart oder schuppig behaart sein auf beiden Flächen. Die schildförmigen Nebenblätter sind 10 bis 18 mm lang.
Die achselständig auf 2,5 bis 9,5 cm langen Stielen stehenden, leicht verzweigten Blütenstände mit wenigblütigen, traubigen Teilblütenständen; insgesamt ist ein Blütenstand vielblütig. Die Tragblätter sind etwa 4 bis 5 mm lang und die Deckblätter sind 4 bis 7 mm lang.
Die zwittrigen Blüten sind zygomorph. Die fünf unbehaarten, etwa 3 bis 4 mm lang Kelchblätter sind verwachsen mit fünf etwa 1,5 bis 4 mm langen, behaarten Kelchzähnen; das obere Kelchblattpaar ist fast völlig verwachsen. Die fünf Kronblätter sind meist grünlich- bis fahl-gelb. Die Fahne ist etwa 12 mm groß. Die Sorten können leicht reinerbig gehalten werden, da sie überwiegend selbstbefruchtend sind.
Meist entwickeln sich an einem Fruchtstand nur zwei Hülsenfrüchte. Die linear zylindrischen, rau und dunkelbraun behaarten Hülsenfrüchte weisen eine Länge von 4 bis 10 cm und einen Durchmesser von etwa 0,5 cm auf. Die reifen Hülsenfrüchte färben sich dunkelbraun bis schwärzlich. Jede Hülsenfrucht enthält meist sieben bis zwanzig Samen, die sich äußerlich an der Hülse deutlich abzeichnen. Die Samen können fast rund und prall oder zylindrisch abgerundet sein; sie besitzen eine grüne, manchmal auch gelbe oder schwarze Farbe. Die Samen sind im Inneren gelb, was ein eindeutiges Unterscheidungsmerkmal zur Urdbohne ist, die im Inneren weiß ist. Der längliche Nabelfleck ist 1,5 × 0,5 mm groß und eingezogen, in sich aber aufgewölbt. Das Tausendkorngewicht beträgt 20 bis 42 Gramm.
Die Chromosomenzahl beträgt 2n = 22.

### Inhaltsstoffe
Die Inhaltsstoffe der Mungbohne unterscheiden sich von denen der Urdbohne nur wenig. Die Mungbohne hat mit etwa 24 % (vom Trockengewicht) einen relativ hohen Eiweißanteil, der mit seinem hohen Lysin-Gehalt als wertvoll gilt. Die Sprossen, die auch roh gegessen werden können, enthalten wenig Nahrungsenergie und sind reich an Ballaststoffen, Vitaminen und Folsäure (59,6 % Kohlenhydrate, Vitamine: A, B1, B2, Niacin, C, E, Mineralien: viel Kalium und Phosphor, Calcium, Eisen, Magnesium).
| 100 g getrocknete Mungbohnen enthalten durchschnittlich: | 100 g getrocknete Mungbohnen enthalten durchschnittlich: | 100 g getrocknete Mungbohnen enthalten durchschnittlich: | 100 g getrocknete Mungbohnen enthalten durchschnittlich: | 100 g getrocknete Mungbohnen enthalten durchschnittlich: | 100 g getrocknete Mungbohnen enthalten durchschnittlich: |
| -------------------------------------------------------- | -------------------------------------------------------- | -------------------------------------------------------- | -------------------------------------------------------- | -------------------------------------------------------- | -------------------------------------------------------- |
| Brennwert                                                | Eiweiß                                                   | Kohlenhydrate                                            | Fett                                                     | Ballaststoffe                                            |                                                          |
| 1.146 kJ (274 kcal)                                      | 23 g                                                     | 42 g                                                     | 1 g                                                      | 17 g                                                     |                                                          |

| 100 g getrocknete Mungbohnen enthalten an Mineralstoffen und Vitaminen durchschnittlich: | 100 g getrocknete Mungbohnen enthalten an Mineralstoffen und Vitaminen durchschnittlich: | 100 g getrocknete Mungbohnen enthalten an Mineralstoffen und Vitaminen durchschnittlich: | 100 g getrocknete Mungbohnen enthalten an Mineralstoffen und Vitaminen durchschnittlich: | 100 g getrocknete Mungbohnen enthalten an Mineralstoffen und Vitaminen durchschnittlich: | 100 g getrocknete Mungbohnen enthalten an Mineralstoffen und Vitaminen durchschnittlich: | 100 g getrocknete Mungbohnen enthalten an Mineralstoffen und Vitaminen durchschnittlich: | 100 g getrocknete Mungbohnen enthalten an Mineralstoffen und Vitaminen durchschnittlich: | 100 g getrocknete Mungbohnen enthalten an Mineralstoffen und Vitaminen durchschnittlich: | 100 g getrocknete Mungbohnen enthalten an Mineralstoffen und Vitaminen durchschnittlich: | 100 g getrocknete Mungbohnen enthalten an Mineralstoffen und Vitaminen durchschnittlich: | 100 g getrocknete Mungbohnen enthalten an Mineralstoffen und Vitaminen durchschnittlich: | 100 g getrocknete Mungbohnen enthalten an Mineralstoffen und Vitaminen durchschnittlich: | 100 g getrocknete Mungbohnen enthalten an Mineralstoffen und Vitaminen durchschnittlich: |
| ---------------------------------------------------------------------------------------- | ---------------------------------------------------------------------------------------- | ---------------------------------------------------------------------------------------- | ---------------------------------------------------------------------------------------- | ---------------------------------------------------------------------------------------- | ---------------------------------------------------------------------------------------- | ---------------------------------------------------------------------------------------- | ---------------------------------------------------------------------------------------- | ---------------------------------------------------------------------------------------- | ---------------------------------------------------------------------------------------- | ---------------------------------------------------------------------------------------- | ---------------------------------------------------------------------------------------- | ---------------------------------------------------------------------------------------- | ---------------------------------------------------------------------------------------- |
| Natrium                                                                                  | Kalium                                                                                   | Calcium                                                                                  | Magnesium                                                                                | Phosphor                                                                                 | Eisen                                                                                    | Zink                                                                                     | β-Carotin                                                                                | Vitamin E                                                                                | Vitamin B1                                                                               | Vitamin B2                                                                               | Vitamin B6                                                                               | Folsäure                                                                                 | Vitamin C                                                                                |
| 10 mg                                                                                    | 170 mg                                                                                   | 90 mg                                                                                    | 165 mg                                                                                   | 365 mg                                                                                   | 6,8 mg                                                                                   | 1,8 mg                                                                                   | 35 µg                                                                                    | 1,9 mg                                                                                   | 0,49 mg                                                                                  | 0,23 mg                                                                                  | 0,30 mg                                                                                  | 140 µg                                                                                   | 3 mg                                                                                     |

## Taxonomie und Systematik
Die Erstveröffentlichung als Phaseolus radiatus erfolgte 1753 in Species Plantarum Band 2 Seite 725 durch Carl von Linné. Die Art wurde 1954 von Rudolf Wilczek in Flore du Congo belge et du Ruanda-Urundi, Band 6, Seite 386 als Vigna radiata (L.) R.Wilczek in die Gattung Vigna gestellt.
Vigna radiata gehört zur Untergattung Ceratotropis in der Gattung Vigna.
Es gibt drei Varietäten:
- Vigna radiata var. grandiflora (Prain) Niyomdham (Syn.: Phaseolus sublobatus var. grandiflora Prain (Basionym))
- Vigna radiata (L.) R.Wilczek var. radiata (Syn: Phaseolus aureus Roxb., Phaseolus radiatus L. (Basionym))
- Vigna radiata var. sublobata (Roxb.) Verdc. (Syn: Phaseolus setulosus Dalzell, Phaseolus sublobatus Roxb. (Basionym), Phaseolus trinervius Wight & Arn., Vigna radiata var. setulosa (Dalzell) Ohwi & H.Ohashi, Vigna sublobata (Roxb.) Bairig. et al.)

## Nutzung

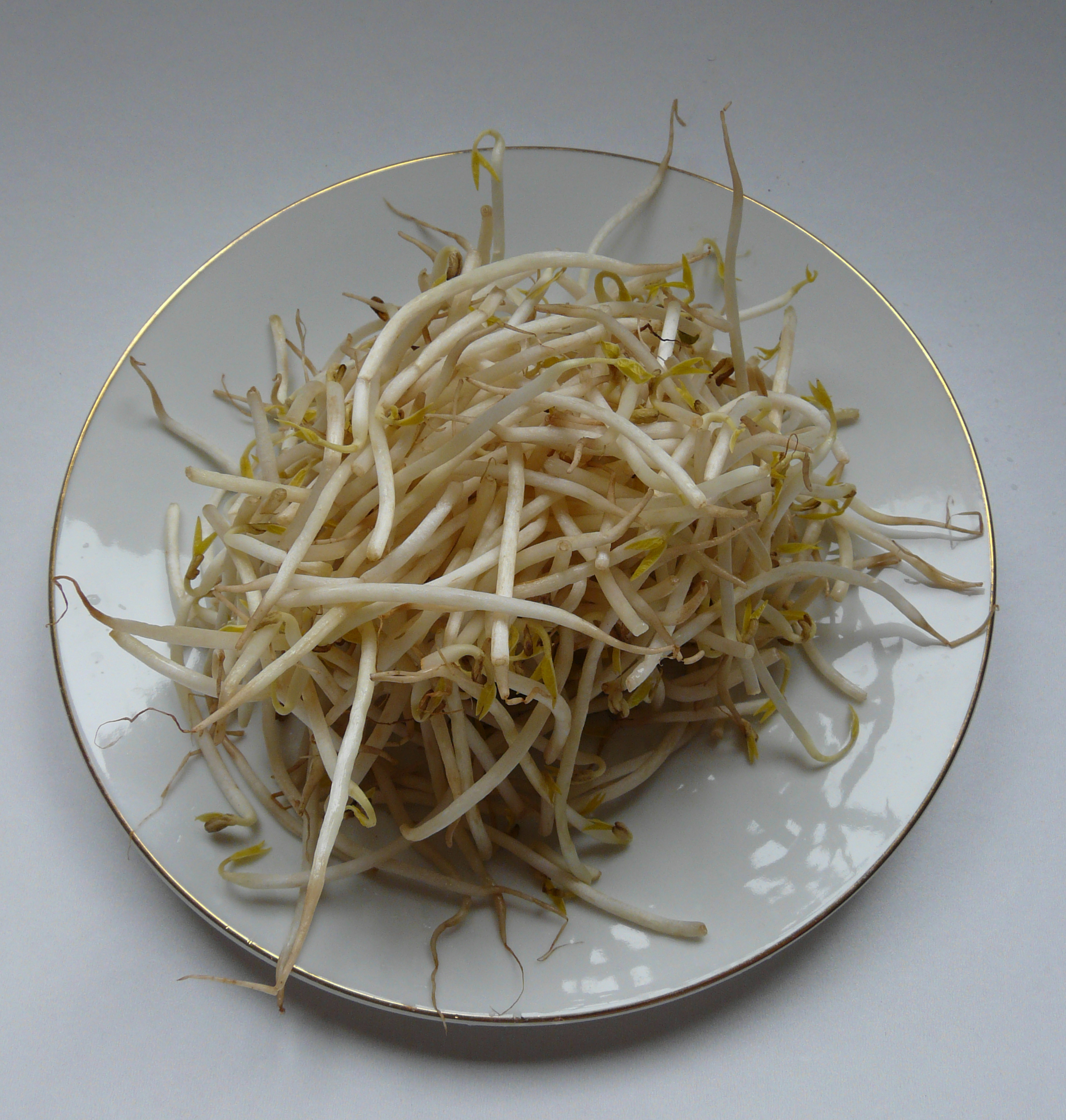
Mung-Sprossen sind im deutschsprachigen Raum irrtümlich als „Sojasprossen“ bekannt.

### Verwendung in der Küche
Die Mungbohnen sind leichter verdaulich als die in Mitteleuropa verbreiteten Gartenbohnen und verursachen keine Blähungen. Sie haben allerdings auch deutlich weniger Eigengeschmack. Man kann die Bohnensprossen, die frischen Hülsen oder die getrockneten Bohnen verwenden. Mungbohnen keimen leicht. Diese Eigenschaft wird in vielen Haushalten dazu genutzt, die Keimlinge in speziellen Keimschalen selbst zu ziehen. Mungbohnensprossen werden fälschlicherweise häufig als „Sojakeime“ bzw. „Sojasprossen“ bezeichnet und gehandelt, da sie denen der Sojabohne ähnlich sind. Mungbohnenkeimlinge sind ein klassisches Wok-Gemüse, finden aber auch Verwendung in Salatmischungen. Aus ihrem Mehl werden unter anderem die asiatischen Glasnudeln hergestellt. In Indien ist die Mungbohne Grundnahrungsmittel und eine wichtige Proteinquelle. Sie wird zu Dal verarbeitet und als Snack gegessen. Hierzu werden die getrockneten Bohnen in Wasser eingeweicht, wieder getrocknet und anschließend in Öl frittiert.